# Rosa Diletta Rossi
Rosa Diletta Rossi (Roma, 18 ottobre 1988) è un'attrice italiana.

## Biografia
Ancora adolescente ha partecipato alla Piccola Compagnia Piero Gabrielli diretta da Roberto Gandini, con i quali ha preso parte nel 2008/2009 a Il pedone rosso, di Alessandro Berti, Giuseppe Manfridi e Attilio Marangon. Nel 2012 ha presentato al Teatro India di Roma, con Danilo Nigrelli, Una cena armena di Paola Ponti.
Successivamente ha frequentato un corso propedeutico presso il Teatro stabile di Genova e la Scuola di perfezionamento attori, diretta da Jurij Ferrini, a Torino.
Il debutto cinematografico, dopo alcuni cortometraggi, è avvenuto nel 2012 con il film Maìn - La casa della felicità di Simone Spada, nel quale interpreta il ruolo della sorella della protagonista.
Il debutto televisivo è stato nel 2010 con la miniserie Mia madre di Ricky Tognazzi, nella quale interpreta Lucia, figlia della coppia protagonista. Nel 2013 ha interpretato Chiara nella seconda stagione di Che Dio ci aiuti; poi Suburra - La serie (2017-2020) nella parte di Alice, moglie di Amedeo Cinaglia, interpretato da Filippo Nigro; Nero a metà nella parte di Alba, medico legale e figlia del commissario Carlo Guerrieri, interpretato da Claudio Amendola. Nel 2023 e nel 2025 ha interpretato il ruolo della protagonista Maria Corleone nell'omonima serie.

## Filmografia

### Attrice

#### Cinema
- Maìn - La casa della felicità, regia di Simone Spada (2012)
- Supermanz, regia di Riccardo Papa (2014)
- Pasolini, regia Abel Ferrara (2014)
- Fortunata, regia di Sergio Castellitto (2017)
- La profezia dell'armadillo, regia di Emanuele Scaringi (2018)
- Croce e delizia, regia di Simone Godano (2019)
- Il ladro di giorni, regia di Guido Lombardi (2020)
- Belli ciao, regia di Gennaro Nunziante (2022)
- Hill of Vision, regia di Roberto Faenza (2022)
- Martedì e venerdì, regia di Fabrizio Moro e Alessio De Leonardis (2024)

#### Televisione
- Mia madre, regia di Ricky Tognazzi – miniserie TV (2010)
- Don Matteo 8 – serie TV, episodio 21 (2011)
- Squadra antimafia 4 - Palermo oggi – serie TV, episodio 3 (2012)
- Che Dio ci aiuti 2 – serie TV, 16 episodi (2013)
- Per amore del mio popolo, regia di Antonio Frazzi – miniserie TV, 2 episodi (2014)
- Il restauratore 2 – serie TV, episodio 14 (2014)
- Grand Hotel, regia di Luca Ribuoli – miniserie TV, 6 episodi (2015)
- Sorelle, regia di Cinzia TH Torrini – serie TV, 6 episodi (2017)
- Suburra - La serie – serie TV, 17 episodi (2017-2020)
- Rocco Chinnici - È così lieve il tuo bacio sulla fronte, regia di Michele Soavi – film TV (2018)
- Questo nostro amore 80 – serie TV, 12 episodi (2018)
- Nero a metà – serie TV, 36 episodi (2018-2022)
- Figli del destino, regia di Francesco Miccichè e Marco Spagnoli – docufiction (2019)
- Hashishins, regia Francesco De Vecchis e Matteo Zelli – miniserie TV, 2 episodi (2021)
- Maria Corleone, regia Mauro Mancini – serie TV, 16 episodi (2023-2025)
- Per Elisa - Il caso Claps, regia di Marco Pontecorvo – miniserie TV, 6 episodi (2023)
- Folle d'amore - Alda Merini, regia di Roberto Faenza – film TV (2024)

#### Cortometraggi
- Ipotesi su Troiane, regia di Emanuele Faina (2006)
- Anna e Maya, regia di Andrea Serafini (2010)
- Orizzonti, regia di Sibilla Barbieri (2010)
- Lo sconosciuto, regia di Raffaele Del Cimmuto (2011)
- Tre binari, regia di Riccardo Papa (2011)
- Canto di Natale - Visioni dal futuro, regia di Riccardo Papa (2011)
- Hertz, regia di Riccardo Papa (2012)
- Bisogna aver coraggio, regia di Elisa Fuksas (2016)
- TOB.IA, regia di Emanuele Sana (2020)
- Principessa, regia di Riccardo Fabrizi (2020)
- Golden Shopping Arcade, regia Francesco Ricci Lotteringi (2023)

## Teatro
- La festa dei 100 ragazzi, regia di Roberto Gandini (2001)
- Le nuove avventure di Pinocchio, regia di Roberto Gandini (2002)
- Dio, di Woody Allen, regia di Carlo Emilio Lerici (2003)
- Sarto per signora, di Georges Feydeau, regia di Carlo Emilio Lerici (2004)
- Il Purgatorio, di Dante Alighieri, regia di Roberto Gandini (2007)
- Il cerchio magico, regia di Roberto Gandini (2008)
- Il pedone rosso, di Alessandro Berti, Giuseppe Manfridi e Attilio Marangon, regia di Roberto Gandini (2008)
- C'era due volte, di Gianni Rodari, regia di Roberto Gandini (2009)
- La storia della bambina invisibile, di Gianni Rodari, regia di Roberto Gandini (2010)
- Le Mannare, da Stefano Benni, regia di Federico Grippo (2011)
- Canto di Natale, adattamento di Tiziano Panici e Alice Spisa, regia di Tiziano Panici (2011)
- Una cena armena, di Paola Ponti, regia di Danilo Nigrelli (2012)
- Le avventure di Pinocchio, adattamento di Tiziano Panici e Alice Spisa, regia di Tiziano Panici (2014)
- L'ora del Diavolo, regia di Tiziano Panici, Teatri del Sacro (2015)